# Speed-O-Matic

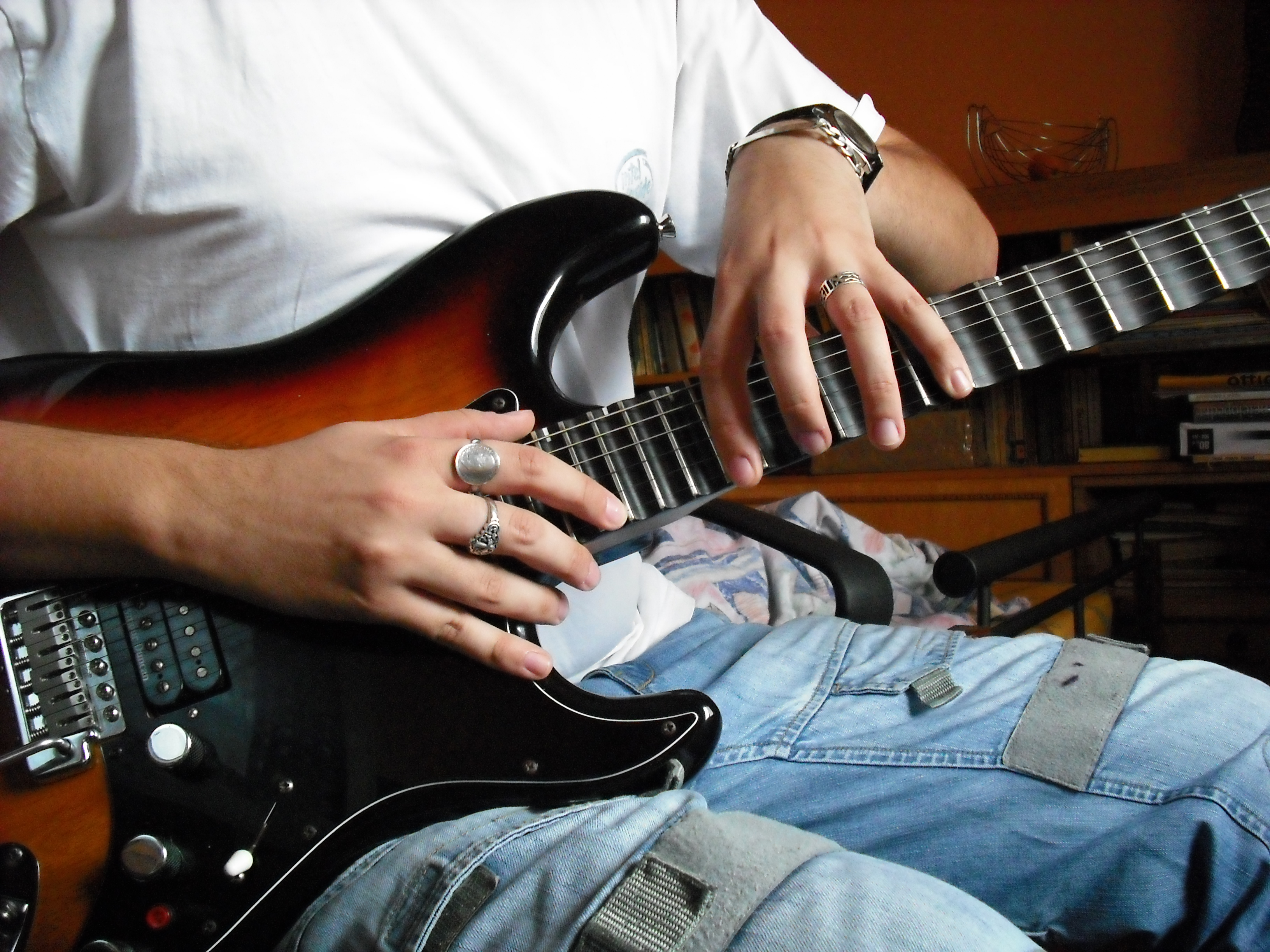
Skalloperad greppbräda

Speed-o-matic kallades greppbrädan på de första gitarrerna från Hagström. I stället för trä, vilket är det vanligaste materialet i greppbrädor, tillverkade hagström sina greppbrädor i plexiglas och gav varje band en lite urgröpt kontur (skallopering). Speed-o-matic greppbrädorna kom senare att ersättas med normala greppbrädor tillverkade av "resinator wood", en annan Hagströmunik konstruktion.